# Elyská katedrála

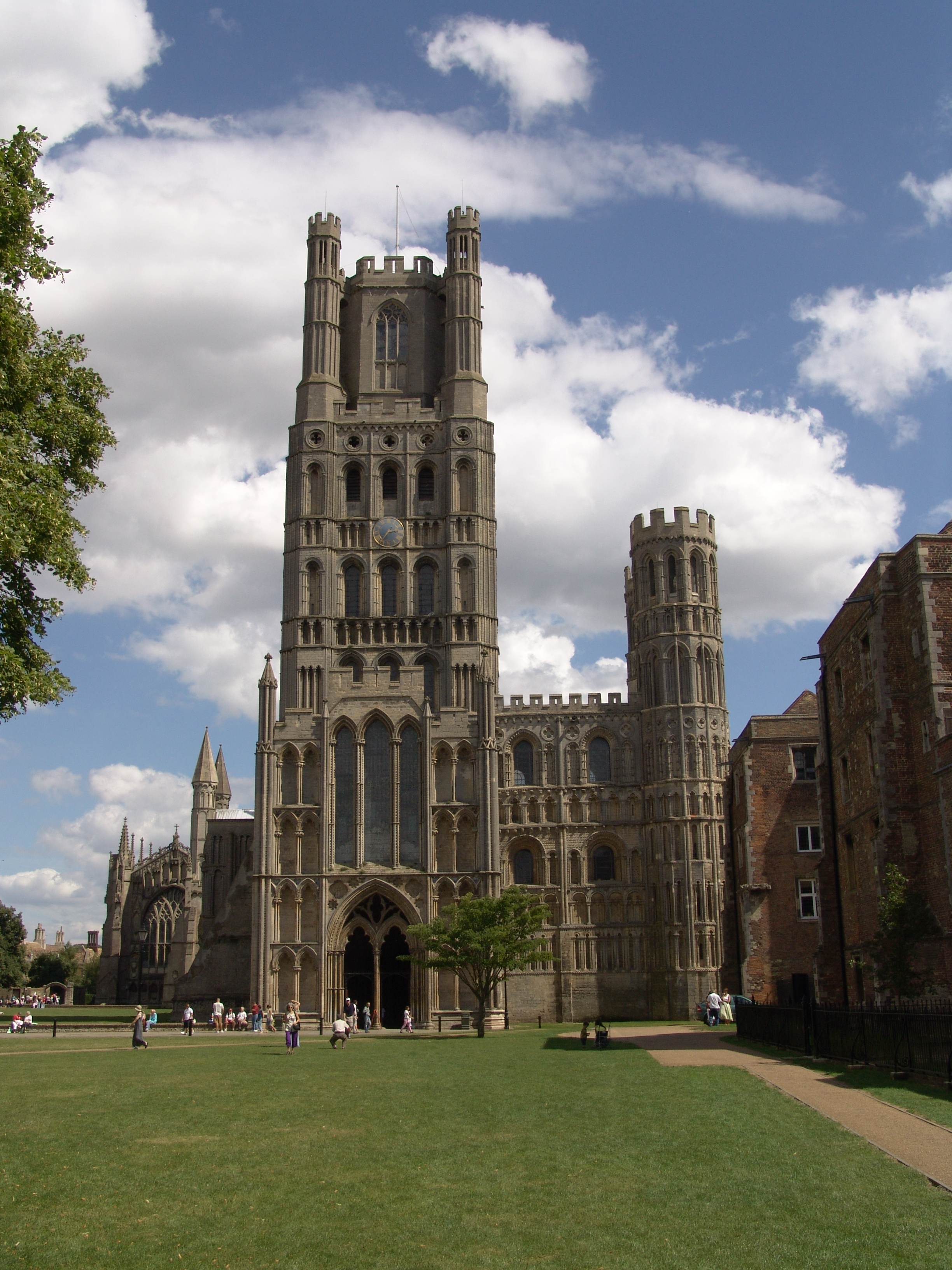
Západní věž katedrály v Ely

Elyská katedrála, oficiálně Katedrální kostel Nejsvětější trojice v Ely (Cathedral Church of the Holy and Undivided Trinity of Ely) je hlavním chrámem Elyské diecéze a sídlem biskupa Anglikánské církve z Ely. Katedrála pochází z roku 1083 a bývá zařazována mezi nejpůsobivější stavby středověku.

## Historie

### Předcházející budovy
První křesťanskou stavbu na místě dnešní katedrály nechala postavit Etheldreda, dcera anglosaského krále Annu, která se narodila roku 630. Po rozpadu svého druhého manželství založila roku 673 a řídila klášter v Ely a po její smrti zde byly uloženy její ostatky. Předpokládá se, že klášter byl zbořen po invazi Vikingů v 9. století. Zachoval se jen kostel, který zde existoval až do jeho přestavby v 10. století.
Nový benediktýnský klášter byl na tomto místě postaven v době obnovy klášterů roku 970, kdy byly obnoveny i kláštery v Peterboroughu a Ramsey.

### Současná budova
Stavba současné katedrály byla zahájena roku 1083. Původní anglosaský kostel byl zbořen a do nové katedrály byly přeneseny jen ostatky jeho zakladatelů. Nejstarší částí budovy je příčná chrámová loď, křižující hlavní chrámovou loď pod hlavní věží. Západní věž postavená v románském slohu, vysoká 66 m, byla vybudována v letech 1174 až 1197 s dostavbou přístřešku v letech 1198 až 1215. Unikátní osmiboká Lantern Tower, široká 23 m a vysoká 52 m, byla postavena na počátku 14. století a nahradila původní věž, která se zřítila.
Katedrála je postavená z kamene dovezeného z Barnacku v Northamptonshire. Celková délka stavby je 172,2 m a délka hlavní lodi je 75 m, což ji činí nejdelší ve Velké Británii.
Roku 1539 v době rušení anglických klášterů za vlády Jindřicha VIII., neutrpěla katedrála vážné škody, byla ale zničena hrobka Etheldredy a poškozeny sochy v její kapli. Katedrála byla brzy, roku 1541, znovu obnovena.
V 17. století byly na severní straně katedrály instalovány gotické dveře, jejichž autorem je Christopher Wren.
Katedrála je používána i v současné době a obsahuje například sbírku barevného skla z období od 13. století až do současnosti.